# 太平洋蟾魚
太平洋蟾魚（学名：Batrachoides pacifici），為輻鰭魚綱蟾魚目蟾魚科的其中一種，分布於東太平洋區，從巴拿馬至秘魯鹹水、半鹹水水域，本魚頭大、口大，體呈紅褐色，背部具有許多深色及淺色斑點，體長可達43公分，為底棲性魚類，生活在河口及沿岸，屬肉食性，可作為食用魚。